# Office of Public Sector Information
Office of Public Sector Information (OPSI) er en britisk myndighed med ansvar for publikation af offentlig information. Den omfatter Her Majesty's Stationery Office (HMSO), som publicerer dokumenter fra regeringen, inkluderet love og forskrifter, samt mindre informationstjenester knyttet til den offentlige forvaltning. OPSI er siden oktober 2006 en del af The National Archives, og er ansvarlig for at håndhæve Crown Copyright. 
OPSI ledes af en direktør, som altid er identisk med Controller of HMSO, og som også er leder for Queen's Printer of Acts of Parliament, Queen's Printer for Scotland og Government Printer for Northern Ireland. Dette medfører at OPSI, gennem HMSO, publicerer blandt andet London Gazette, Edinburgh Gazette, Belfast Gazette og al lovgivning fra Det britiske parlament, Det skotske parlament og andre lovgivende organer. Controller of HMSO udnævnes gennem Letters Patent til embede som Queen's Printer of Acts of Parliament, som egentlig ligger udenom OPSIs mandat. Historisk har det været en række andre opgaver som har ligget til embedet, som trykning af King James Bible og Book of Common Prayer i England, Wales og Nordirland (men ikke i Skotland). Embedet indehaves pr. 2007 af Cambridge University Press, og er således ikke lagt til én enkelt person. 